# 1977 en science-fiction
| Années de la science-fiction : 1974 - 1975 - 1976 - 1977 - 1978 - 1979 - 1980    |
| Décennies de la science-fiction : 1940 - 1950 - 1960 - 1970 - 1980 - 1990 - 2000 |

L'année 1977 a été marquée, en matière de science-fiction, par les événements suivants.

## Naissances et décès

### Naissances
- date inconnue : Martin Gero, scénariste canadien pour les séries Stargate Atlantis et Stargate Universe.
- 29 juillet : Bertrand Campeis, romancier et essayiste français.

### Décès
- 1er février : Edmond Hamilton, écrivain américain, né en 1904, mort à 72 ans.

## Événements
- Lancement de Asimov's Science Fiction, magazine de science-fiction américain.
- Lancement de Super+Fiction, collection de science-fiction des éditions Albin Michel.
- Lancement de 2000 AD, hebdomadaire britannique de bande dessinée de science-fiction.
- Création de la maison d'édition américaine Del Rey Books, filiale de Ballantine Books, spécialisée dans la publication de livres de science-fiction et de fantasy ; elle est alors dirigée par Lester del Rey auquel elle emprunte le nom.
- Création du prix Dagon, prix canadien de science-fiction décerné annuellement de 1977 à 1980.

## Prix

### Prix Hugo
- Roman : Hier, les oiseaux (Where Late the Sweet Birds Sang) par Kate Wilhelm
- Roman court : By Any Other Name par Spider Robinson et Houston, Houston, me recevez-vous ? (Houston, Houston, Do You Read?) par James Tiptree, Jr (ex æquo)
- Nouvelle longue : L'Homme bicentenaire (The Bicentennial Man) par Isaac Asimov
- Nouvelle courte : Tricentenaire (Tricentennial) par Joe Haldeman
- Présentation dramatique : prix non décerné
- Éditeur professionnel : Ben Bova
- Artiste professionnel : Rick Sternbach (en)
- Magazine amateur : Science Fiction Review, édité par Richard E. Geis
- Écrivain amateur : Susan Wood et Richard E. Geis (ex æquo)
- Artiste amateur : Phil Foglio
- Prix John-Wood-Campbell : C. J. Cherryh
- Prix spécial : George Lucas pour Star Wars
- Prix Gandalf (grand maître) : Andre Norton

### Prix Nebula
- Roman : La Grande Porte (Gateway) par Frederik Pohl
- Roman court : La Danse des étoiles (Stardance) par Spider Robinson et Jeanne Robinson
- Nouvelle longue : Comme des mouches (The Screwfly Solution) par Raccoona Sheldon
- Nouvelle courte : Jeffty, cinq ans (Jeffty is Five) par Harlan Ellison
- Prix spécial : Star Wars
- Grand maître : Clifford D. Simak

### Prix Locus
- Roman : Hier, les oiseaux (Where Late the Sweet Birds Sang) par Kate Wilhelm
- Roman court : Le Samouraï et les Saules (The Samurai and the Willows) par Michael Bishop
- Nouvelle longue : L'Homme bicentenaire (The Bicentennial Man) par Isaac Asimov
- Nouvelle courte : Tricentenaire (Tricentennial) par Joe Haldeman
- Recueil de nouvelles d'un auteur : Chanson pour Lya (A Song for Lya and Other Stories) par George R. R. Martin
- Anthologie : The Best Science Fiction of the Year #5 par Terry Carr, éd.
- Magazine ou séries d'anthologie : The Magazine of Fantasy & Science Fiction
- Magazine amateur : Locus
- Critique : Spider Robinson
- Maison d'édition : Ballantine Books
- Artiste : Rick Sternbach

### Prix British Science Fiction
- Roman : Le Modèle Jonas (The Jonah Kit) par Ian Watson

### Prix E. E. Smith Memorial
- Lauréat : Jack Gaughan (en)

### Prix Seiun
- Roman japonais : Saikoro tokkōtai par Musashi Kanbe

### Prix Apollo
- Cette chère humanité par Philippe Curval

### Grand prix de l'Imaginaire
- Roman francophone : Les Galaxiales par Michel Demuth
- Nouvelle francophone : Retour à la terre, définitif par Philip Goy

## Parutions littéraires

### Romans
- Les Filles d’Égalie (titre original : Egalias døtre) par Gerd Brantenberg.
- L'Agonie de la lumière par George R. R. Martin.
- Le Canal Ophite par John Varley.
- Le Désert du monde par Jean-Pierre Andrevon.
- Dosadi par Frank Herbert.
- Fœtus-Party par Pierre Pelot.
- Futur intérieur par Christopher Priest.
- La Grande Porte par Frederik Pohl.
- Noô par Stefan Wul.

### Recueils de nouvelles et anthologies
- Des astres et des ombres par George R. R. Martin.
- Alpha et Oméga par A. E. van Vogt et James H. Schmitz.

### Nouvelles
- L'Amour vrai par Isaac Asimov.
- Charles Reboisé-Cloison accuse, par Gébé.
- Fragments de rose en hologramme, par William Gibson

### Bandes dessinées
- Futuropolis, album écrit par Martial Cendres et dessiné par René Pellos.
- Sur les terres truquées, album de la série Valérian et Laureline, écrit par Pierre Christin et dessiné par Jean-Claude Mézières.

## Sorties audiovisuelles

### Films
- Génération Proteus par Donald Cammell.
- La Guerre des étoiles par George Lucas.
- L'Île du docteur Moreau par Don Taylor.
- Les Survivants de la fin du monde par Jack Smight.
- Rencontres du troisième type par Steven Spielberg.

### Téléfilms
- Death in the Family par Alan J. Levi.